# 汪俊 (明朝)
汪俊（1468年—？），字抑之，號石潭，江西廣信府弋陽縣人，民籍，明朝政治人物，官至禮部尚書。

## 生平
弘治二年（1489年）己酉科江西鄉試第一名舉人（解元），六年（1493年）中式癸丑科會試第一名（會元），二甲第四十二名進士。選庶吉士，授翰林院編修。正德年間參與修撰孝宗實錄，因不依附劉瑾、焦芳等人，調南京工部員外郎。正德五年（1510年）劉瑾被誅後復原職，十一年（1516年）升翰林院侍讀學士，十六年（1521年）升禮部右侍郎，嘉靖元年（1522年）升吏部左侍郎。
嘉靖二年（1523年）朝廷討論興獻王尊號（大禮議），吏部尚書喬宇、禮部尚書毛澄等力爭反對。毛澄借病辭去，代替者羅欽順不赴任，汪俊升禮部尚書。當時興獻王已加帝號，禮部主事桂萼再次請求稱皇考。三年（1524年）汪俊率領廷臣七十三人上疏反對，奏摺被扣內廷不發，明世宗特召請桂萼、張璁、席書等支持興獻王皇考的官員從南京回京師，汪俊再三勸阻，終不得明世宗同意，《明倫大典》書成後，被罷職，卒於家。隆慶元年（1567年）贈少保，諡文莊。

## 家族
曾祖汪志福，岷王府教授；祖父汪仲端，贈南京刑部郎中；父汪鳳，貴州布政使司左參政。母祝氏（封宜人）。具慶下。兄汪僎、汪佐、汪佑，弟汪偉、汪佃、汪代、汪佾。

## 延伸阅读
[在维基数据编辑]
 《明史卷一百九十一》，出自《明史》